# Špiro Peričić
Špiro Peričić (Spalato, 8 ottobre 1993) è un calciatore croato, difensore del Dugopolje.

## Carriera
Ha giocato nella massima serie dei campionati croato e sloveno.